# Anderlechtsepoort

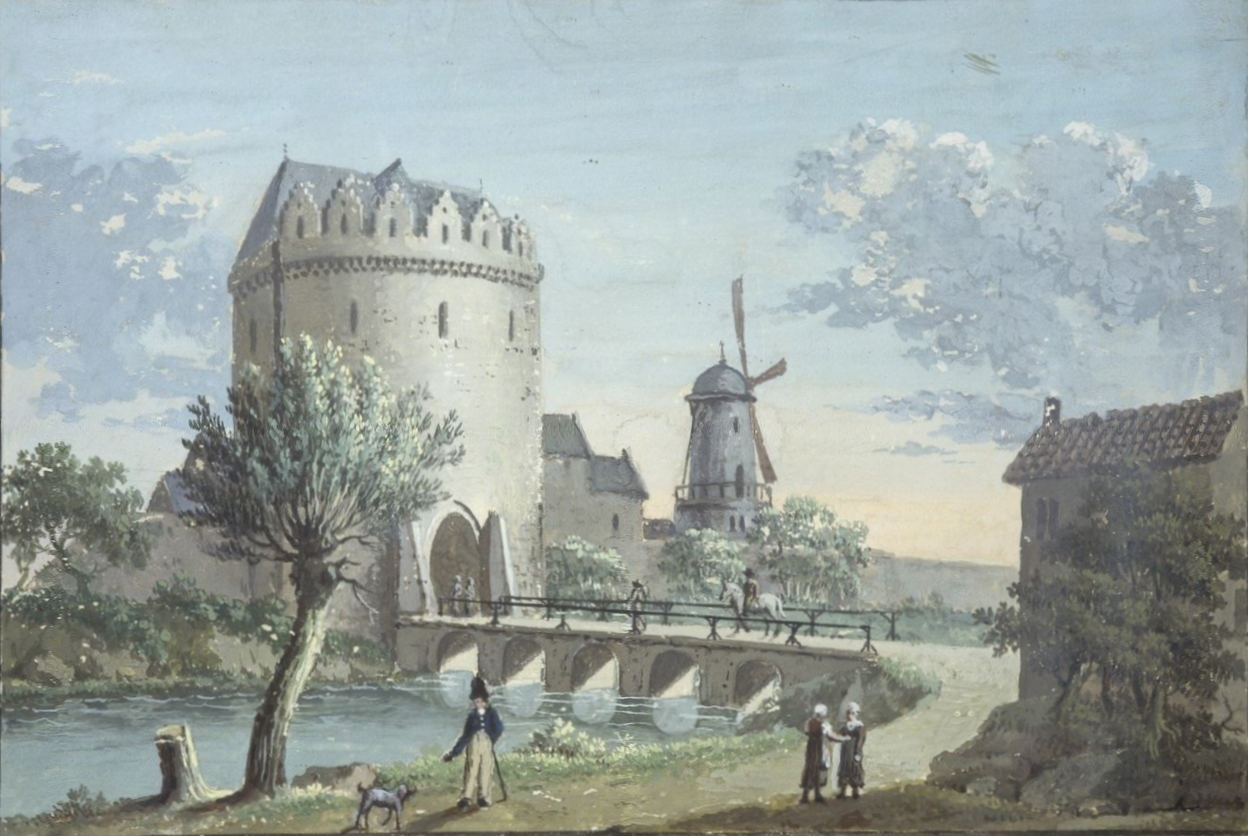
De poort aan veldzijde, weergegeven door Louis Spaak naar een tekening van Paul Vitzthumb

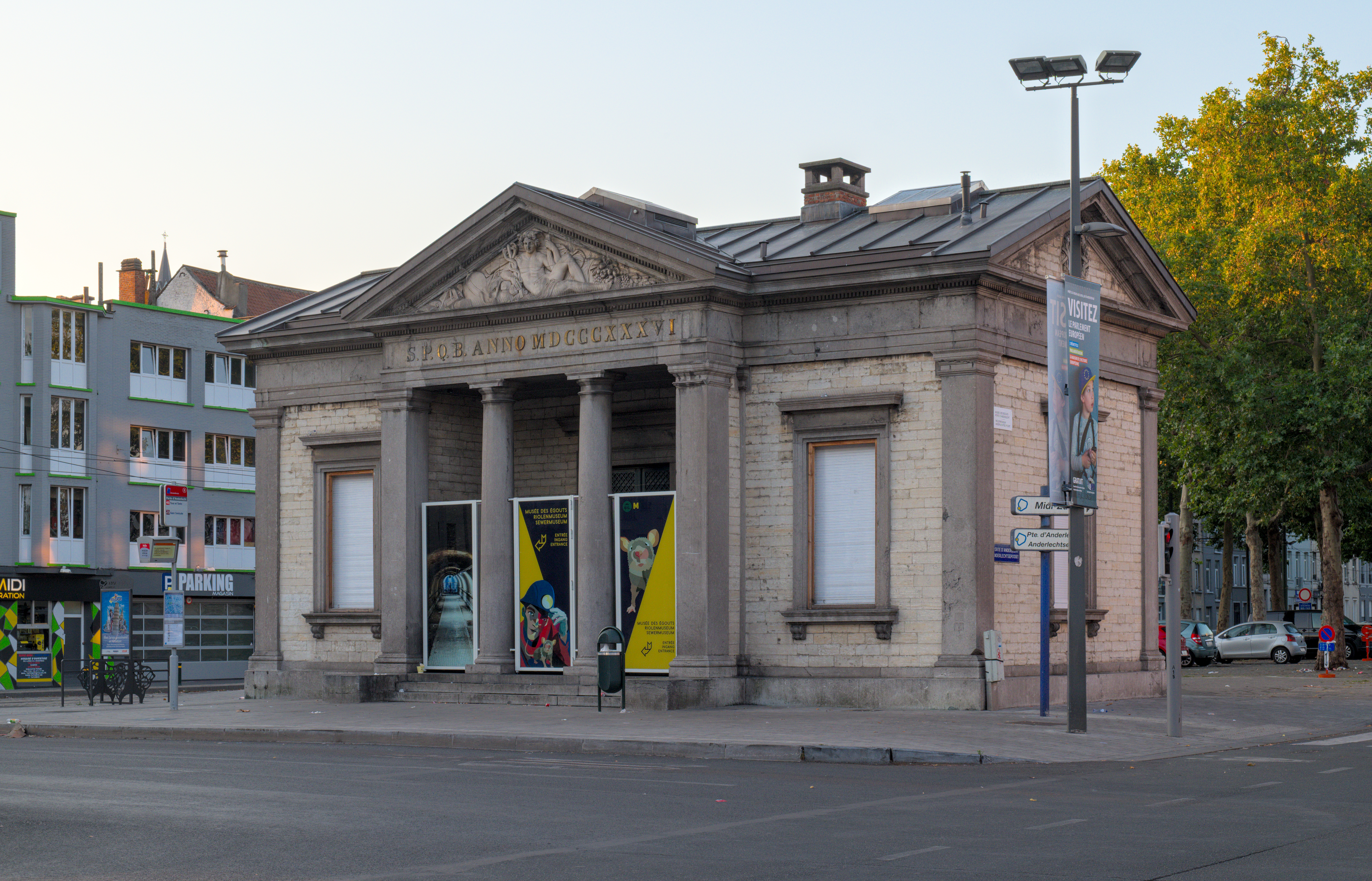
Het andere paviljoen met het Rioolmuseum.

De Anderlechtsepoort (Frans: Porte d'Anderlecht) is een verkeersplein in Brussel op de plek van een voormalige stadspoort op de tweede omwalling. Na het neerhalen van de vestingwerken werd het in de 19e eeuw een octrooipoort met twee paviljoenen, waarin sinds 1988 het Riolenmuseum huist.

## Middeleeuwse stadspoort
Een document van 4 mei 1359 vermeldt een Nuwe poerte bij den Cruyskene, een buurt aan de huidige Anderlechtsesteenweg. Dit eerste teken van het bestaan van de Anderlechtsepoort kreeg pas in 1432 bevestiging met het toponiem Anderlechscher poerten. Men sprak ook van de Kruiskenpoort of t'Cruyseken. Zoals de andere zes stadspoorten lag ze op een uitvalsweg, in dit geval de Bergensesteenweg, die via Anderlecht naar Bergen en Frankrijk liep. De bewaking van de Anderlechtsepoort was toevertrouwd aan het geslacht Serroelofs, vanaf 1422 bijgestaan door de Sint-Kristoffelnatie. De zolder van de poort was een van de vele plekken waar het stadsbestuur graan opsloeg. Een zekere Jan Boone kreeg in 1638 toestemming om twee windmolens te bouwen op de vesten bij de poort. Vanaf 1747 werden gevangenen opgesloten in de Anderlechtsepoort en vanaf 1760 prostituees. In 1783-1784 volgde de sloop.

## Octrooipoort
In 1833 tekende stadsarchitect Auguste Payen de plannen voor twee identieke, symmetrische octrooipaviljoenen in neoklassieke stijl. Ze werden uitgevoerd in 1834-1836 en stonden in het midden van de boulevards (niet zoals de oude poort aan het einde van de Anderlechtsesteenweg). In de frontons van de antiek aandoende gebouwtjes bracht Jozef Geefs allegorische taferelen aan die de Handel en de Stad Brussel voorstelden. Dit waren bescheiden voorlopers van de statuomanie die zich enkele jaren later voluit zou ontvouwen. Een opschrift op de entablementen herinnerde aan het jaar van ingebruikname: S.P.Q.B. ANNO MDCCCLXXXVI.
Na het afschaffen van het octrooi in 1860 bleven de paviljoenen behouden. Op de zuidgevel van het zuidelijke paviljoen gedenkt een bronzen plaat de opening van de tweede Overwelving van de Zenne in 1955. De rivier werd voortaan omgeleid langs de Kleine Ring en liep onder de paviljoenen door. Ze bieden sinds 1988 onderdak aan het Riolenmuseum, dat ook ondergronds is ingericht.

## Voetnoten
1. ↑   (Louis, Henri en Paul Hymans, Bruxelles à travers les âges, 1883-1885)